# Árpád Berczik
Dans le nom hongrois Berczik Árpád, le nom de famille précède le prénom, mais cet article utilise l’ordre habituel en français Árpád Berczik, où le prénom précède le nom.
Árpád Berczik ([ˈaːɾpaːd], [ˈbɛɾtsik]), né le 8 juillet 1842 à Temesvár et décédé le 16 juillet 1919 à Budapest, était un écrivain hongrois.
Il étudia le droit et travailla pour l'administration, Kisfaludy Társaság (1873) et Borsszem Jankó. Il publia ses œuvres dans des journaux comme Pesti Napló (1870-72), mais il était surtout célèbre pour ses œuvres théâtrales 

## Œuvre
- Az igmándi kispap (Le Pasteur d'Igmánd), 1881.
- Nézd meg az anyját (Regarde sa mère), Budapest, 1883.
- A Protekció (La Protection), Budapest, 1885.
- Himfy dalai (Les Chants de Himfy), 1898.
- Színművei (Ses drames), 5 vol., 1912.

## Source
- Kozma Andor : B. Á. emlékezete (MTA Emlékbeszédek, Bp., 1921).
- Berczik Árpád : B. Á. (Bp., 1933).
- Molnár Pál : B. Á. a drámaíró (Bp., 1936).
- Magyar Életrajzi Lexikon